# Skalbmierz
Skalbmierz este un oraș în Polonia.